# Nils Eklund (militär)
Nils-Henrik Gunnar Eklund, född 31 juli 1944 i Engelbrekts församling i Stockholms stad, är en svensk militär.

## Biografi
Eklund avlade studentexamen i Visby 1963. Han avlade marinofficersexamen vid Sjökrigsskolan 1966 och utnämndes samma år till fänrik i kustartilleriet, varpå han befordrades till löjtnant vid Gotlands kustartillerikår 1968 och till kapten vid Gotlands kustartilleriregemente 1972. Han utnämndes till major vid Försvarsstaben 1977 och till överstelöjtnant 1980. Han var chef för Produktionsledningsavdelningen i Sektion 4 i Marinstaben från 1986, chef för Inspektionsavdelningen i Kustartilleriets vapenslagsinspektion i Marinstaben 1989–1990 och chef för Kustartilleriets vapenslagsinspektion (kustartilleriinspektör) i Marinstaben 1990–1994, befordrad till överste 1991. Han var ställföreträdande chef för Västkustens marinkommando 1994–1995, marin- och flygattaché vid ambassaden i London 1996–1997 samt försvarsattaché vid ambassaderna i London och Dublin 1998–1999. Eklund var ställföreträdande chef för ÖB:s internrevision i Högkvarteret från 2000 till 2005 eller 2006.
Nils Eklund invaldes 1984 som ledamot av Kungliga Örlogsmannasällskapet.
Nils Eklund är son till Gunnar Eklund och Marianne von Malmborg.